# Кармінник західний
Кармі́нник західний (Phoenicircus nigricollis) — вид горобцеподібних птахів родини котингових (Cotingidae). Мешкає в Амазонії і на Гвіанському нагір'ї.

## Опис
Довжина самців становить 23 см, самиць 24 см. У самців тім'я, груди, живіт, надхвістя і хвіст багряно-червоні, решта тіла у них чорна. У самиць червоні частини оперення мають більш тьмяний відтінок, решта тіла у них темно-бура. Надхвістя у них не червоне, а хвіст повністю червонуватий, чорний кінчик хвоста відсутній.

## Поширення і екологія
Західні кармінники мешкають на півдні Колумбії, на південному сході Венесуели (південний захід Амасонасу), на сході Еквадору, на північному сході Перу і в Бразильській Амазонії. Вони живуть в нижньому і середньому ярусах вологих рівнинних тропічних лісів терра-фірме. Зустрічаються на висоті до 400 м над рівнем моря. Живляться плодами, іноді також дрібними комахами або павуками. Під час сезону розмноження самці збираються на токовищах групами по 6-10 птахів і влаштовують демонстрації, що включають вокалізації, рухи головою і пір'ям, демонстраційні польоті і шум крилами. Гніздо є платформою з гілочок. В кладці 2-3 білих або кремових яйця, поцяткованих темними плямками.